# Maratus volans
Maratus volans is een spinnensoort in de taxonomische indeling van de springspinnen (Salticidae).
Het dier behoort tot het geslacht Maratus. De wetenschappelijke naam van de soort werd voor het eerst geldig gepubliceerd in 1874 door Octavius Pickard-Cambridge.

## Kenmerken
Maratus volans is ongeveer 3,8-6,0 mm groot. De vrouwtjes zijn erg donker van kleur en hebben, in tegenstelling tot de mannetjes, geen rugflap op het opisthosoma. Bij het mannetje is dit dicht bedekt met kleurrijke schubben en glinstert het meestal in rijke kleuren. Bij Maratus volans stralen deze schubben meestal vanuit het midden naar de zijkant uit. Maratus volans heeft ook vier bijzonder goede, schijnwerperachtige ogen op het voorhoofd; aan elke kant zijn er twee aanzienlijk kleinere ogen.

## Levenswijze
Maratus volans is een zeer levendige en extreem snelle spin. Ze houdt ook van de zon en haar warmte. Ze spint geen web om haar slachtoffers te vangen, maar achtervolgt haar slachtoffer tot ze op het juiste moment springt en het met een beet verlamt. Maratus volans spint alleen een web waarin hij kan verblijven en overwinteren. Het biedt ook bescherming tijdens de rui en het leggen van eieren. Zoals alle soorten van de springspinnenfamilie voedt Maratus volans zich met insecten. Vliegen, krekels met lange vingers en krekels met korte handen hebben de voorkeur.

## Baltsdans
De mannetjes strijden om de aandacht van de vrouwtjes met de baltsdans. Het mannetje heeft buikuitzettingen in de vorm van flappen, die hij optilt tijdens zijn dans en uitklapt in de laatste fase van de baltsdans. Pickard-Cambridge schreef de functies van vliegen en glijden toe aan deze lichaamsdelen, maar dit is nooit bevestigd. Daarom spreekt het voor zich dat ze alleen aanwezig zijn voor baltsgedrag.
Wanneer het mannetje ongeveer een centimeter van het vrouwtje verwijderd is, heft hij zijn buik op en ontvouwt zijn zijflappen. Zijn achterlijf is dan herkenbaar als een gekleurde schijf. Zijn derde looppoten zijn gestrekt naar rechts en links ervan. Het mannetje schudt het wild heen en weer. Bijna onmerkbaar heen en weer rennen verkleint de afstand tot het vrouwtje. Als het vrouwtje onder de indruk is van de baltsdans van het mannetje, stopt ze met bewegen en geeft het mannetje zo de kans om op te stijgen. Het mannetje draait vervolgens zijn buik en brengt zijn pedipalpen in, die dienen als zenders van sperma. Dit proces kan tot twee uur duren. Direct na het loslaten van de pedipalpen beweegt hij zich zo snel mogelijk ver weg van het.
Een belangrijk onderdeel van de dans zijn de trillingen die het mannetje maakt. Het exacte mechanisme hoe deze trillingen worden geproduceerd, is onbekend. Wel bekend is dat ze bijna uitsluitend worden geproduceerd door snelle bewegingen in hun buik. Er zijn drie soorten trillingen: "rumble-rumps", "crunch rolls" en "grind-revs". "Rumble-rumps" worden continu uitgezonden tijdens de dans en kunnen zelfs beginnen voordat het mannetje het vrouwtje ziet. De naam komt van de twee verschillende geluiden, het gerommel en de romp. Mannetjes die meer steken in zowel de visuele weergave als de trillingen hebben meer succes bij het paren.

## Verspreiding
Maratus volans is de bekendste soort van het geslacht Maratus. Het werd het meest gevonden in de buurt van de kust van New South Wales, het zuidoostelijke deel van Australië, ongeveer 70 km ten zuiden van Melbourne en in de buurt van Brisbane. Volgens het Queensland Museum wordt de spin gevonden in het zuidoosten en midden van Queensland, op Thornton Peak, de op drie na hoogste berg van Queensland, en in Tropical North Queensland.